# Botosán
Botosán (vagy Botosány, románul: Botoșani, régi magyar nevén: Botos), város Romániában, a Moldva északi részében fekvő Botoșani megye székhelye.

## Fekvése
A DN29-es főúton, Szucsáva és Dorohoj közt, Suceavától 45 km-re fekvő település.

## Története
A várost 1439-ben említi első ízben Grigore Ureche krónikája (Letopisețul Țării Moldovei). A régészeti leletek tanúsága szerint azonban már a paleolitikumban létezett itt település.
A település Észak-Moldva egyik legjelentősebb ipari és művelődési központja, mely már a 15. században élénk forgalmú kereskedelmi központ volt, Ștefan cel Mare moldvai fejedelem udvarházat is épített itt.
A város virágkorát Petru Rareș uralkodása alatt élte, kinek felesége két templomot is emeltetett itt, ezért a fejedelemasszony városának is nevezték.
A 16. században itt voltak az ország legnagyobb vásárai. A város később ugyan elvesztette jelentőségét, de továbbra is Moldva gabonakereskedelmi központja maradt.
1907-ben a várostól 21 km-re levő Flămânzi (Éhségfalva) területén kezdődött Románia legújabbkori történelmének legnagyobb parasztfelkelése.
A város az 1900-as évek közepétől gyors fejlődésnek indult. Itt épült fel Moldva legmodernebb textilgyára és több kisebb üzem is.
A Bukarest-Szucsáva vasútvonal Vereștinél kiágazó szárnya is érinti a települést.

## Városrészek
- Centru
- Cișmea
- Luizoaia
- Lebăda
- Manolești
- Deal Miorița
- Primăverii
- Pușkin
- Șoseaua
- Iașului
- Tulbureni

## Kulturális intézmények
- Ceomac Cantemir háza, műemlék 1800-ból, a "Ștefan Luchian" Alapítvány székháza
- Nicolae Iorga Emlékmúzeum, a történész szülőháza
- Octav Onicescu Emlékmúzeum
- Megyei Néprajzi Múzeum, 18. század végi műemlék épület
- Megyei Történelmi és Régészeti Múzeum
- "Ștefan Luchian" Galéria
- "Mihai Eminescu" Állami Színház
- "Vasilache" Bábszínház
- Állami Filharmónia, a Ventura-villának nevezett 19. század végi neoklasszikus épületben
- "Mihai Eminescu" Megyei Könyvtár, (Moscovici-ház)

## Templomok
- Popăuţi-i Szent Miklós templom - 1496-ban Ştefan cel Mare fejedelem uralkodása alatt épült a moldvai középkori építészet hagyományai szerint.
- Szent György templom - Elena Rareş fejedelemasszony építtette 1551-ben.
- Mária mennybemenetele templom - Elena Rareş fejedelemasszony alapította 1552-ben.

## Híres emberek
- Itt született 1850. január 15-én Mihai Eminescu költő.
- Itt született 1871. január 17-én Nicolae Iorga történész, politikus